# 特罗伊茨克市镇
特罗伊茨克市镇（俄语：Троицкое муниципальное образование）是俄罗斯联邦伊尔库茨克州扎拉里区所属的一个市镇。其下辖有8个居民点，行政中心为特罗伊茨克。据2016年统计，该市镇的人口为2170人。